# Афцелиус, Пэр фон
Пэр фон Афцелиус (швед. Pehr von Afzelius, 14 декабря 1760 — 2 декабря 1843) — шведский врач и преподаватель медицины.

## Биография
Родился 14 декабря 1760 года. Брат Юхана Афцелиуса и Адама Афцелиуса.
С 1801 года — профессор медицины в Уппсальском университете.
В 1812 году — лейб-медик наследного принца Карла-Иоганна.
В 1815 году получил дворянство (и приставку «фон» к фамилии).
В 1820 году оставил учёную деятельность.
Афцелиус много сделал как для науки, так и для Уппсальского университета и долгое время был одним из знаменитейших врачей в Швеции.
Скончался 2 декабря 1843 года в Уппсале.

## Литературе
- Афцелиус // Энциклопедический словарь Брокгауза и Ефрона : в 86 т. (82 т. и 4 доп.). — СПб., 1891. — Т. IIa. — С. 525.